# Lăvino, Razgrad
Lăvino (în bulgară Лъвино) este un sat în comuna Isperih, regiunea Razgrad,  Bulgaria. 

## Demografie
Componența etnică a satului Lăvino
     Bulgari (8,96%)
     Romi (15,71%)
     Turci (66,45%)
     Nicio identificare (8,87%)
La recensământul din 2011, populația satului Lăvino era de 1.082 locuitori. Din punct de vedere etnic, majoritatea locuitorilor (66,45%) erau turci, existând și minorități de romi (15,71%) și bulgari (8,96%). Pentru 8,87% din locuitori nu este cunoscută apartenența etnică.